# Gyánó Szabolcs
 Gyánó Szabolcs (Dombóvár, 1980. január 9. –) magyar labdarúgó csatár. Jelenleg a Kozármisleny FC öregfiúk csapatában játszik

## Labdarúgó pályafutása
A magyar élvonalban 133 összecsapáson lépett pályára, melyeken harminchatszor talált az ellenfelek kapujába. Első élvonalbeli mérkőzését 2001. július 28-án játszotta a Vasas színeiben a Honvéd ellen.
2019-ben a tolnai megye I-es bajnokságban búcsúzott az aktív nagypályás labdarúgástól.

## Sportvezetői feladatok
Gyánó Szabolcs korábban az NB. III-as Majosi SE asszisztens edzője, majd technikai vezetője volt.
2024. novemberéről az NB. III-as PMFC játékosmegfigyelője.